# شودی
شودی (به فرانسوی: Chouday) یک کمون در فرانسه است که در اندر واقع شده‌است. شودی ۳۰ کیلومتر مربع مساحت و ۱۶۷ نفر جمعیت دارد و ۱۶۱ متر بالاتر از سطح دریا واقع شده‌است.